# Chiojdeanca
Chiojdeanca es una comuna ubicada en el distrito de Prahova, Rumania.

## Superficie
Posee una superficie de 31,48 kilómetros cuadrados.

## Demografía
Hasta 2021 la población era de 1510 habitantes, con una densidad de población de 47,97 habitantes por kilómetro cuadrado.